# Dagobert Schoenfeld
Emil Christian Dagobert Schoenfeld (* 9. Juni 1833 in Putzig, Westpreußen; † 4. September 1916 in Jena) war evangelisch-lutherischer Pfarrer, Wissenschaftler, Forschungsreisender und Reiseschriftsteller.

## Familie
Sohn von Carl Gottfried Schoenfeld aus Elbing (1802–1858) und Marianne Bertha Hacker († 1858); der Vater war zwischen 1826 und 1835 Pfarrer an der evangelischen Kirche in Putzig und später, bis zu seinem Tod, Pfarrer in Jungfer (Westpreußen).
In erster Ehe (1870) war Dagobert Schoenfeld mit der Millionenerbin Hedwig Witwe von Skrbensky geborene Moench verheiratet, mit der er zwei Söhne hatte. 1880 heiratete Dagobert Schoenfeld in Frankfurt/M. in zweiter Ehe die Millionenerbin Adeline Korck aus Bremen. Aus dieser Ehe stammt eine Tochter. Alle Kinder wurden in Heiligenthal geboren.
Nach seinem Tod wurde Dagobert Schoenfeld am 8. September 1916 in Heiligenthal, wo er lange als Pfarrer gewirkt hatte, in einem von ihm selbst errichteten Mausoleum beigesetzt.

## Ausbildung und Beruf
Nach anfänglichem Hausunterricht wechselte Dagobert Schoenfeld zum Gymnasium in Elbing, von dort auf das Gymnasium zu Marienwerder, an dem er Ostern 1855 das Abitur ablegte.
Anschließend studierte er Theologie an den Hochschulen in Berlin (1855–57), Heidelberg (1857) und Halle an der Saale (1857–58). Ostern 1858 verließ er die Universität. Erstes theologisches Examen in Königsberg in Preußen 1858.
Seinen beruflichen Werdegang begann er im April 1859 beim Haupt-Kadetten-Korps in Berlin, das damals noch nicht in Lichterfelde, sondern in der Neuen Friedrichstraße untergebracht war, und bekleidete dort bis zum Jahr 1862 die Position eines „Zivilgouverneurs“, offenbar eine Erzieherstellung. Gleichzeitig besuchte er Veranstaltungen der Universität zur Vorbereitung auf sein zweites theologisches Examen, das er 1861 in Berlin ablegte; seine Ordination für die Evangelische Landeskirche in Preußen fand am 2. Oktober 1862 statt.
Unmittelbar anschließend wurde Schoenfeld durch den preußischen Evangelischen Oberkirchenrat nach Montevideo (Uruguay/Südamerika) gesandt, „attachiert an die Königlich Preußische Gesandtschaft für die La Plata-Staaten“ (Uruguay, Argentinien, Paraguay), als Geistlicher zuständig für die deutsche evangelische Gemeinde in Montevideo und als Nachfolger des Pfarrers Dr. Otto Woytsch, dessen 1857 gegründete „Deutsche Schule“ er im Januar 1863 übernahm und bis zum Jahre 1868 leitete.
Nach Ablauf seiner Amtszeit konnte Schoenfeld erst im Mai 1869 als Pfarrer von Heiligenthal (Mansfelder Land) eine eigene Gemeinde übernehmen, wo er sich ein herrschaftliches neues Pfarrhaus mit 2 Morgen parkähnlichem Garten erbaute, ebenso eine Meierei für seine Landwirtschaft, und stets mit Pferd und Wagen gefolgt von seinem berittenen Diener unterwegs war. Glaubt man Berichten aus seiner Pfarramtszeit in Heiligenthal, soll zwischen ihm und der überwiegend bäuerlichen Bevölkerung ein „permanenter Kriegszustand“ geherrscht zu haben. Was letztlich an den Vorwürfen gegen ihn stimmt, was Übertreibung ist und was falsch, sei dahingestellt. Mündlich wird überliefert, dass Gemeindeglieder in seine Amtsgeschäfte hineindirigierten, dass Streitereien selbst vor Gericht ausgefochten wurden.
Mit 65 Jahren ließ sich Schoenfeld am 1. Oktober 1898 auf eigenen Wunsch hin in den Ruhestand versetzen – damals galten die heutigen Altersgrenzen für den Ruhestand noch nicht – und wandte sich fortan ausschließlich der Wissenschaft zu. Seinen Wohnsitz verlegte Schoenfeld nach Jena.

## Wissenschaft und Forschung
In Kopenhagen studierte Schoenfeld altnordische Literatur, Geographie und Geschichte und wurde im Alter von 66 Jahren am 14. November 1899 an der Philosophischen Fakultät der Universität Rostock promoviert. Der Titel seiner Dissertation lautet: „Das Pferd im Dienste des Isländers zur Saga-Zeit“. Im Zentrum seiner Untersuchungen stand zu dieser Zeit vor allem Island, das er auch bereist haben soll.
In den Jahren kurz vor und nach dem Jahrhundertwechsel befand sich Schoenfeld auf zahlreichen Forschungsreisen; insbesondere besuchte er verschiedene arabische Länder, dann Eritrea, den Sudan, Sinai, später auch Indien und Kaschmir. Sein Interesse hatte sich inzwischen dem Islam zugewandt und er betrieb verstärkt Studien, die sich mit völkerkundlichen Aspekten und mit der Religion der islamischen Welt beschäftigten.
So lag nicht nur ein Schwerpunkt seiner Reisen im nordafrikanisch-arabischen Raum, vielmehr erwarb er auch in der Nähe von Tunis ein Anwesen „Villa Blanche“, auf dem er mehrere Winter verbrachte. Sein Wunsch war, dass dieses Haus mit seinen Sammlungen und Erinnerungen der Familie als Sammelpunkt erhalten bleiben möge.
Schoenfelds Werk „Aus den Staaten der Barbaresken“ ist nicht „in einem Guss“ entstanden, ihm liegen vielmehr Erfahrungen mehrerer Aufenthalte in Nordafrika zu Grunde, die er überwiegend in Tunis verbrachte. Im Frühjahr 1900 reiste Schoenfeld von dort per Bahn und Schiff nach Tripolis, wo seine Reisedarstellung beginnt. Er schildert seinen Aufenthalt dort und seine Kurzreisen, die er von Tripolis aus unternahm. Auf dem Rückweg benutzte er das Schiff für eine nur kurze Strecke und reiste dann auf dem Landweg wieder nach Tunis zurück. Weitere Kurzreisen, von denen er in seinem Buch erzählt und die er von Tunis aus unternahm, fallen zumindest teilweise schon in das Jahr 1901. Ein weiteres Mal besuchte Schoenfeld Tripolis zu Ostern 1902.
Im Winter 1902 (augenscheinlich Winter 1902/1903) durchquerte er Ostafrika von Massawa (Hafenstadt in Eritrea) bis nach Kurdufan (ehemals sudanesische Provinz, bekannt durch den „Mahdi-Aufstand“ 1881-1899). Und im Jahre 1903 trifft man ihn – damals 70-jährig – als Reisenden zu Pferde auf dem Weg vom Sinai nach Damaskus.
Das Credo seiner Reisen war:
Auf Grund seiner Verdienste wurde Schoenfeld vom preußischen König bereits im Jahre 1903 die Würde eines königlich preußischen Professors verliehen. Eine etwaige Tätigkeit als Hochschullehrer – sein Wohnsitz Jena deutet quasi darauf hin – lässt sich allerdings nicht nachweisen; in den entsprechenden Unterlagen der Universität ist er nicht genannt. Es darf davon ausgegangen werden, dass er sich ausschließlich als Privatgelehrter betätigte, wie auch dem Anfang eines seiner Bücher zu entnehmen ist: Ich war in Tunis, unbeschränkt an Zeit, Kraft und Mitteln. Meine einzige Ausrüstung bestand in einer Brieftasche, gespickt mit französischen Banknoten.

## Werke
Sachbücher
- An Nordischen Königshöfen zur Vikingerzeit. Trübner Verlag, Straßburg 1910.
- Florian Speer (Hrsg.): Aus den Staaten der Barbaresken. Eine abenteuerliche Forschungsreise durch Libyen und Tunesien um 1900. Books on Demand, Norderstedt 2007, ISBN 978-3-8334-9703-2 (Nachdruck der Ausgabe Berlin 1902; online).
- Erythräa und der ägyptische Sudan. Auf Grund eigener Forschung an Ort und Stelle dargestellt. Verlag Reimer, Berlin 1904.
- Die Halbinsel des Sinai in ihrer Bedeutung nach Erdkunde und Geschichte. Auf Grund eigener Forschung an Ort und Stelle dargestellt. Verlag Reimer, Berlin 1907.
- Der isländische Bauernhof und sein Betrieb zur Sagazeit. Nach den Quellen dargestellt ("Quellen und Forschungen zur Sprach- und Kulturgeschichte der germanischen Völker; Bd. 91). Trübner, Straßburg 1902.
- Florian Speer (Hrsg.): Die mohammedanische Bewegung im ägyptischen Sudan. Vortrag von Professor Dr. E. Dagobert Schoenfeld. Books on Demand, Norderstedt 2008, ISBN 978-3-83702-635-1 (Nachdruck der Ausgabe Berlin 1905; online)
- Die Mongolen und ihre Paläste und Gärten im mittleren Gangestal. In: Zeitschrift der Deutschen Morgenländischen Gesellschaft, 1912, S. 577 ff.
- Das Pferd im Dienste des Isländers zur Saga-Zeit. Eine kulturhistorische Studie. Costenoble, Jena 1900 (zugl. Dissertation Universität Rostock 1899).

Belletristik
- Gretter der Starke. Einer alten isländischen Urkunde nacherzählt. Verlag Schuster & Loeffler, Berlin 1896.
- Kjartan und Gudrun. Ein kulturhistorisches Roman von der Wende des zehnten Jahrhunderts auf Island. Costenoble, Jena 1898.